# Elsa Plessner

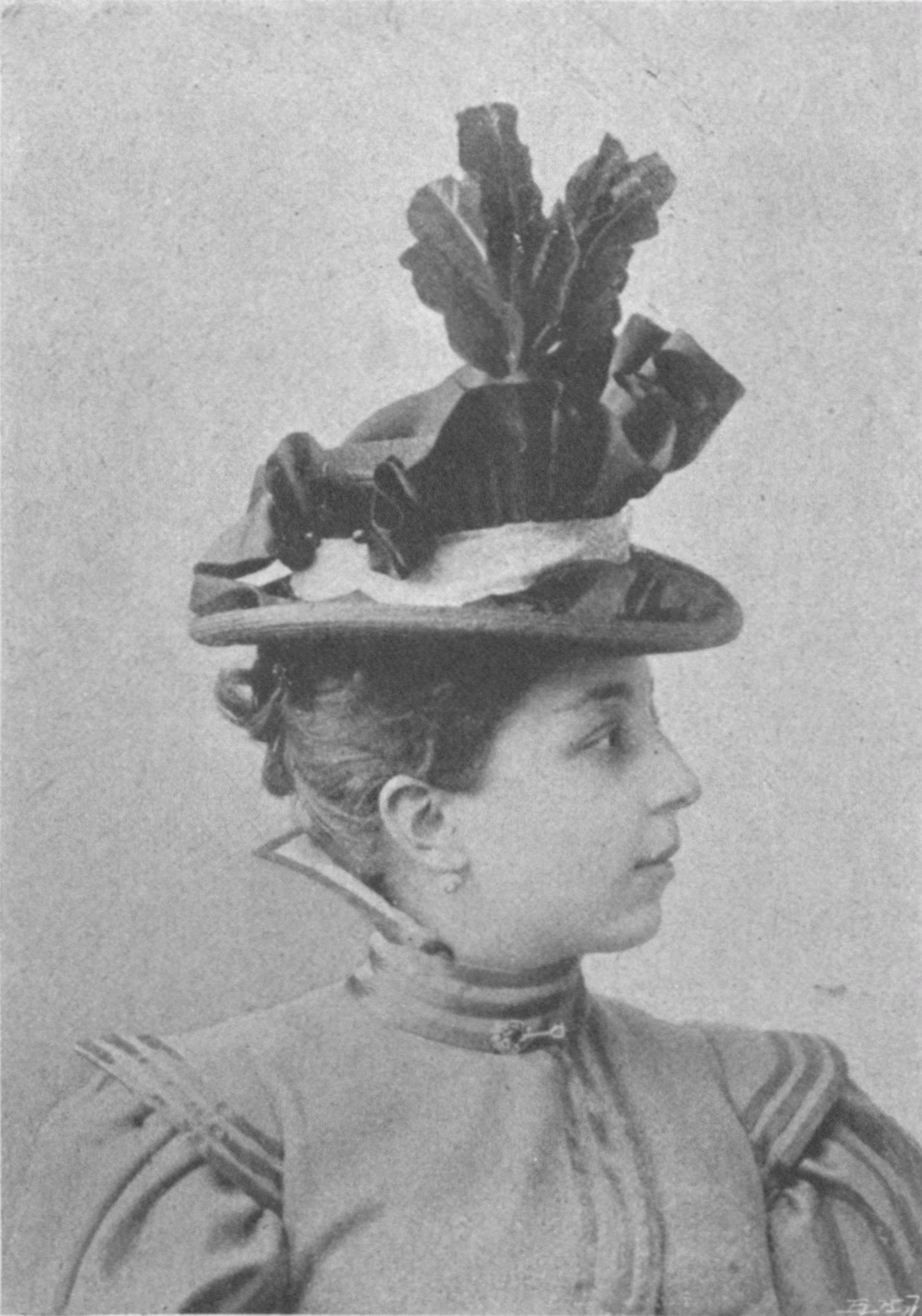
Elsa Plessner

Elsa Plessner, geb. Elisabet Plessner, verh. Ginsberg (22. August 1875 in Wien – 7. Mai 1932 in Alicante) war eine österreichische Schriftstellerin mit jüdischen Wurzeln.

## Leben
Sie kam 1875 (und nicht wie häufig falsch behauptet, 1877) als Elisabet Plessner, Tochter des Journalisten und Holzhändlers Louis Plessner († 18. September 1895, im Alter von 48 Jahren) und der nachmaligen Sängerin und Schauspielerin Clementine Plessner, geb. Folkmann in Wien auf die Welt. Am 21. April 1903 heiratete sie im Wiener Stadttempel den Kaufmann Wilhelm Ginsberg (geboren Berlin, 6. Juni 1880, gestorben 13. Juni 1960 in Gent). Am 6. März 1904 kam der gemeinsame Sohn Ludwig Julius auf die Welt. Am 29. März 1908 brachte sie ein totgeborenes Kind auf die Welt. Am 20. November 1908 promovierte ihr Mann im Fach Medizin. 1915 kam es zur Scheidung, Wilhelm heiratete Marcelle Louise Camille Vyt (13. August 1889, Gent – 20. November 1969 Gent) und bekam mit ihr zwei Kinder, Rudolf (22. November 1923 – 16. November 2011) und Franz Ginsberg. Elsa Ginsberg starb am 7. Mai 1932 in der Carrer Gravina 15 und wurde bereits am nächsten Tag im örtlichen Friedhof bestattet.

## Künstlerisches Schaffen

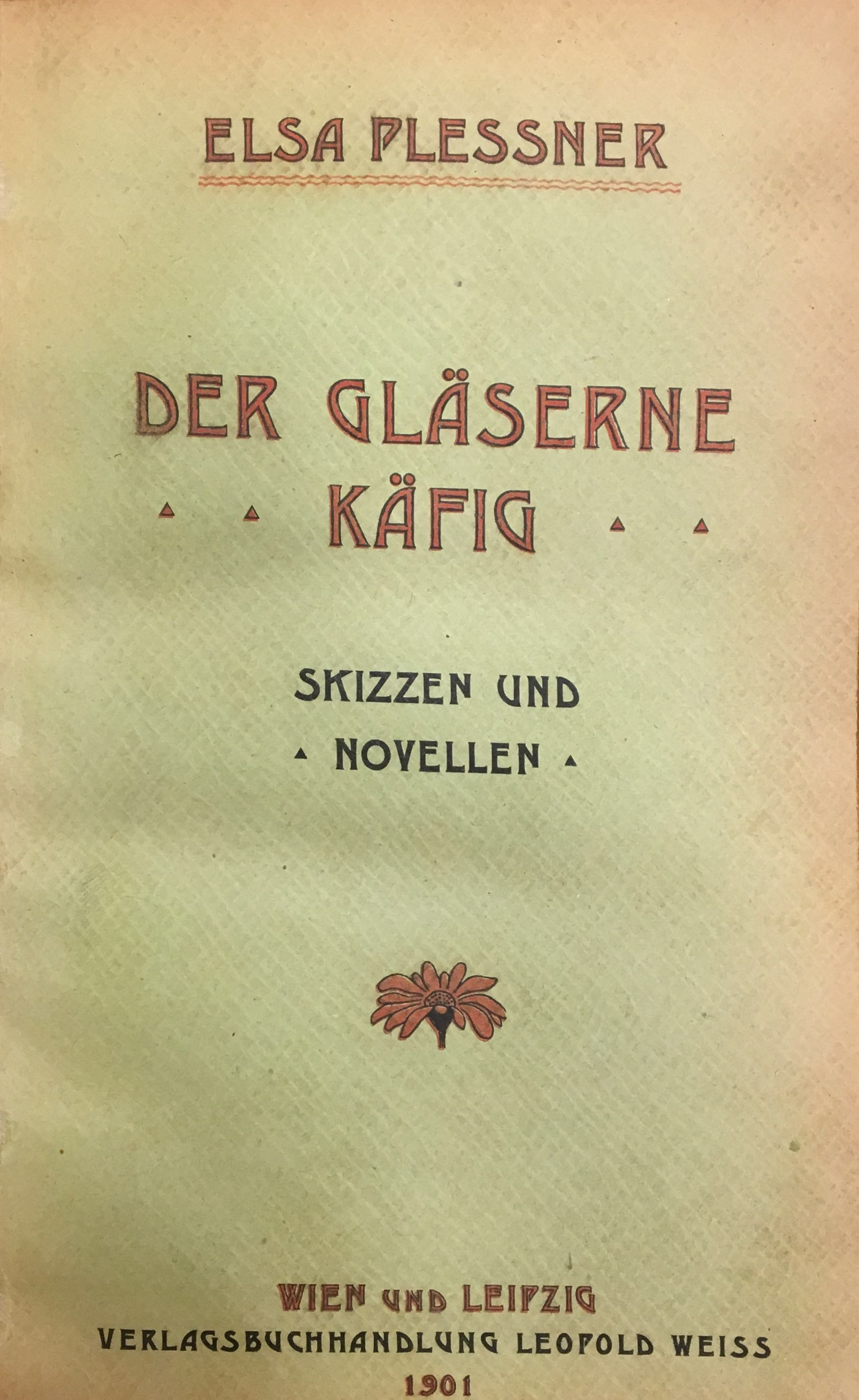
Titelblatt von Der gläserne Käfig, 1901

In den Anfängen u. a. von Arthur Schnitzler und Hermann Bahr gefördert, erschienen die ersten Texte ab 1896 in verschiedenen Zeitschriften, darunter Die Zeit, Das Magazin für Litteratur und der Gesellschaft. Im Text Der gläserne Käfig ist ein Mädchen in einem Garten eingesperrt und beobachtet die Straße des Lebens. Es gelingt ihr nicht, die herrschenden Zwänge, die für Frauen die beobachtende Rolle vorsehen zu durchbrechen. Auch ein Mann, der sich in sie verliebt, will sie nur mit sauberem Kleid wissen, so dass sie für immer in dem Käfig bleibt, den sie eigentlich zerbrechen könnte. Damit wird auch ihre feministische Perspektive deutlich, die schon Momente von Die Wand von Marlen Haushofer vorwegnimmt. Neben der Novellensammlung Der gläserne Käfig, die die frühen Arbeiten versammelt, erschienen zwei Theaterstücke. Offensichtlich war sie noch später literarisch tätig, denn am 16. Januar 1916 notiert sich Schnitzler im Tagebuch: „Las Nm. ein schlechtes Buch von Fr. Plessner, Mscrpt. aus München geschickt, mit eingebildetem Brief.–“
In dem Film Dürfen wir schweigen? von Richard Oswald, 1926, ist in der Schauspielerliste eine Else Plessner geführt. Ob es sich um dieselbe Person, um ihre Tochter oder um eine zufällige Namensgleichheit handelt, ist nicht geklärt.

## Werke
- Schatten. Ein Tagebuchblatt. In: Liebelei. Eine Wiener Zeitschrift. Nr. 7 (1. März 1896), S. 143–144.
- Der gläserne Käfig. Skizzen und Novellen. Wien und Leipzig: Leopold Weiß 1901. (2. Auflage im selben Jahr)
  - Enthält 14 Texte, darunter:
    - Warten. In: Das Magazin für Litteratur, Jg. 66, Nr. 29, 24. Juli 1897
    - Warum. In: Das Magazin für Litteratur, Jg. 67, Nr. 39, 30. September 1898, Sp. 926–928.
    - Der gläserne Käfig. In: Die Zeit, Bd. 12, Nr. 149, 7. August 1897
    - Baby. In: Die Gesellschaft. Herausgegeben von M. G. Conrad und Hans Merian. Leipzig: Hermann Haacke. 13 (1897), Viertes Quartal, Heft 10, S. 79–83
    - Der neue Lehrer. Novelle. In: Das Magazin für Litteratur. 69. Jahrgang, Nr. 10 (10. März 1900), Sp. 251–256, Nr. 11 (17. März 1900), Sp. 276–282
- Die Ehrlosen. Schauspiel in 3 Acten. Wien und Leipzig: Leopold Weiss 1901
- Das erste Kapitel. Schauspiel in 3 Akten. Berlin-Friedenau 1910

### Briefausgaben
- Korrespondenz von Elsa Plessner mit Arthur Schnitzler. In: Arthur Schnitzler – Briefwechsel mit Autorinnen und Autoren. Hg. Martin Anton Müller mit Gerd-Hermann Susen, Laura Untner und Selma Jahnke. Austrian Centre for Digital Humanities an der Österreichische Akademie der Wissenschaften, 2025
  - Umfassender als: Hermann Bahr, Arthur Schnitzler: Briefwechsel, Aufzeichnungen, Dokumente 1891–1931. Hrsg. Kurt Ifkovits, Martin Anton Müller. Göttingen: Wallstein 2018, ISBN 978-3-8353-3228-7 (Verlagspräsentation) Vier Briefe Plessners an Arthur Schnitzler

## Sekundärliteratur
- Plessner, Fräul. Elsa. In: Literarisches Jahrbuch. I. Jahrgang 1902. Köln am Rhein 1903, p. 264
- Ginsberg, Frau Elsa, geb. Plessner. In: Kürschners deutscher Literatur-Kalender auf das Jahr 1915. Herausgegeben von Heinrich Klenz. Berlin: G. J. Göschen 1915, Sp. 538